# Rubio (Wenezuela)
Rubio – miasto w Wenezueli, w stanie Táchira, siedziba gminy Junín.
Według danych szacunkowych na rok 2015 liczy 73 600 mieszkańców.
W mieście rozwinął się przemysł elektrotechniczny, chemiczny oraz rzemieślniczy.